# بت سقوط‌کرده
بُتِ سقوط‌کرده (انگلیسی: The Fallen Idol) فیلمی درام به کارگردانی کارول رید است که در سال ۱۹۴۸ منتشر شد. این فیلم بر اساس داستان کوتاه «اتاق زیرزمین» نوشته گراهام گرین ساخته شده‌است. از بازیگران آن می‌توان به رالف ریچاردسون، میشل مورگان، جک هاوکینز و برنارد لی اشاره کرد.

## خلاصه داستان
«فیلیپه» پسر یک دیپلمات و دوست خوب «بینز» خدمتکار، با پیچیدگیها و بهانه‌های زندگی بزرگسالان مغشوش شده‌است. او تصمیم می‌گیرد راز نگه دار باشد و از دوستان خود محافظت کند، اما وقتی او متوجه می‌شود «بینز» همسر خود را به قتل رسانده هیچ‌کس به اطلاعات حیاتی او اهمیت نمی‌دهد و…

## جوایز
این فیلم کاندیدای ۲ اسکار (کاندیدای اسکار بهترین فیلمنامه-کاندیدای اسکار بهترین کارگردانی) در سال ۱۹۴۹ شد.